# SimulRadio
SimulRadio（サイマルラジオ）は、日本のCommunity SimulRadio Alliance（CSRA）事務局が運営する、全国複数のコミュニティFM局のインターネットサイマル配信を実施するウェブサイト。

## 沿革
コミュニティFMは送信出力が弱いため（原則、最大20W）、聴取可能地域においても、住居の高層化や市町村合併等の理由で場所によっては聴取できない場合がある。そのため災害時、情報格差が生じるため地域に密着した情報を放送することを使命とするコミュニティFM局にとっては致命傷となる。その解消を目的に2005年4月1日に実証実験を開始。インターネットによる楽曲配信についての可能性を探るためJASRACから楽曲配信の許諾を受け、2006年4月1日、正式運用を開始した。
各局が電波で放送するものと同じコンテンツまたは放送内容をインターネットストリーミングで同時に配信し、誰もが地域に関係なく日本全国各地のコミュニティ放送を利用・聴取できることを目指す。

### 年表
- 1996年（平成8年）11月 - 「湘南ビーチFM」が自局サイトで再送信を始める（当時はRealAudio形式、のちにWindows Media形式へ）。「SimulRadio」の原点となる。
- 1998年（平成10年） - 「FMジャングル」にて、開局と同時にインターネット再送信を開始（2002年（平成14年）に停止）。
- 1999年（平成11年） - 「FMいるか」で、インターネット再送信を開始。
  - 後に、著作権等の問題から一旦再送信を停止。権利者団体と協議や勉強会を行う。
- 2005年（平成17年）
  - 4月1日 - 「SimulRadio」として、実証実験を開始。「三角山放送局」・「FMいるか」・「フラワーラジオ」・「湘南ビーチFM」が配信開始。
  - 10月 - 「FMいるか」が配信を一時停止（2012年11月に再開）。
- 2006年（平成18年）4月1日 - 正式運用を開始。
- 2008年（平成20年）6月2日 - 全国のコミュニティFM局19局で「Community SimulRadio Alliance（CSRA、コミュニティ・サイマルラジオ・アライアンス）」を発足させる。代表は湘南ビーチFM代表の木村太郎。同日サイトをリニューアル。これ以降配信局が順次追加される。
- 2009年（平成21年）4月1日 - サイトをリニューアル。
- 2010年（平成22年）3月24日 - iPhone・iPod touch用アプリ「コミュニティFM for iPhone（i-コミュラジ）」発売開始。
- 2013年（平成25年）8月30日 - 調布エフエム放送（ChofuFM）の発表によると、この日の15時をもってサイマルラジオのサイト閉鎖がされると告知がなされ[1]、各放送局が代替の配信方法[2]を案内するなど対応に追われたが、同日中に閉鎖は回避された[3]。

## 放送される内容
基本的にコミュニティFMの電波で放送されるものと同じものが放送される（CMや時報も含む）。一部局ではスタジオのライブ映像も配信している。ただし、一部の外部制作会社の再配信の場合はSimulRadioでのオンライン放送ができない。その時間帯は配信休止またはSimulRadio向けに短いサイクルのBGMに差し替えを行う。ミュージックバード制作の番組は2011年10月以降、J-WAVEの番組は2020年5月以降、配信が可能となった。
また、Jリーグなどのスポーツ中継において、放送権の都合で放送を中止する局もある。

## 配信中の放送局
放送局名はSimulRadio公式ページに準ず。
- ● - 東日本大震災に伴い緊急開設された臨時災害放送局
- ★ - 放送局自身のWebサーバーに聴取用のWindows Mediaメタファイルが存在する局
- ○ - コミュニティFM for iPhone（i-コミュラジ）対応局
- △ - ListenRadio（リスラジ）対応局

| 地区   | 配信局名                                | 所在地                 | 配信開始日     | ○ | △ |
| ------ | --------------------------------------- | ---------------------- | -------------- | - | - |
| 北海道 | ラジオカロスサッポロ                    | 北海道札幌市中央区     | 2013年5月1日   | - | △ |
| 北海道 | さっぽろ村ラジオ                        | 北海道札幌市東区       | 2019年6月1日   | - | △ |
| 北海道 | FMアップル                              | 北海道札幌市豊平区     | 2014年4月7日   | - | △ |
| 北海道 | 三角山放送局★                           | 北海道札幌市西区       | 2005年4月1日   | ○ | △ |
| 北海道 | RADIOワンダーストレージ FMドラマシティ★ | 北海道札幌市厚別区     | 2008年12月1日  | ○ | △ |
| 北海道 | FMおたる                                | 北海道小樽市           | 2015年10月1日  | - | △ |
| 北海道 | FMりべーる                              | 北海道旭川市           | 2009年4月1日   | - | △ |
| 北海道 | FMくしろ                                | 北海道釧路市           | 2011年3月29日  | ○ | △ |
| 北海道 | FM JAGA                                 | 北海道帯広市           | 2008年7月4日   | ○ | △ |
| 北海道 | FM WING                                 | 北海道帯広市           | 2008年10月6日  | - | △ |
| 北海道 | FMわっぴ〜★                             | 北海道稚内市           | 2011年4月1日   | - | - |
| 北海道 | e-niwaFM                                | 北海道恵庭市           | 2014年10月20日 | - | - |
| 北海道 | ラジオニセコ★                           | 北海道虻田郡ニセコ町   | 2012年3月31日  | ○ | △ |
| 東北   | BeFM                                    | 青森県八戸市           | 2014年1月6日   | - | △ |
| 東北   | ラヂオもりおか                          | 岩手県盛岡市           | 2008年7月15日  | - | △ |
| 東北   | みやこハーバーラジオ                    | 岩手県宮古市           | 2011年         | - | - |
| 東北   | FMねまらいん                            | 岩手県大船渡市         | 2013年4月5日   | - | △ |
| 東北   | FMあすも                                | 岩手県一関市           | 2013年         | - | - |
| 東北   | 陸前高田災害FM●                         | 岩手県陸前高田市       | 2011年12月19日 | - | △ |
| 東北   | 釜石災害FM●                             | 岩手県釜石市           | 2013年1月9日   | - | △ |
| 東北   | おおつちさいがいFM●                     | 岩手県上閉伊郡大槌町   | 2012年9月3日   | - | △ |
| 東北   | カシオペアFM                            | 岩手県二戸市           | 2016年1月27日  | - | - |
| 東北   | RADIO3                                  | 宮城県仙台市若林区     | 2008年7月15日  | ○ | △ |
| 東北   | FMいずみ                                | 宮城県仙台市泉区       | 2012年         | ○ | △ |
| 東北   | ラジオ石巻                              | 宮城県石巻市           | 2011年         | - | △ |
| 東北   | BAY WAVE                                | 宮城県塩竈市           | 2011年         | - | △ |
| 東北   | けせんぬまさいがいエフエム●             | 宮城県気仙沼市         | 2011年12月19日 | - | △ |
| 東北   | なとらじ                                | 宮城県名取市           | 2011年         | - | △ |
| 東北   | 亘理臨時災害FM局（FMあおぞら）●         | 宮城県亘理郡亘理町     | 2012年4月23日  | - | △ |
| 東北   | 山元町臨時災害FM（りんごFM）●           | 宮城県山元町           | 2011年         | - | △ |
| 東北   | 女川さいがいFM●                         | 宮城県牡鹿郡女川町     | 2011年         | - | △ |
| 東北   | 横手かまくらエフエム                    | 秋田県横手市           | 2011年3月17日  | ○ | △ |
| 東北   | FMゆーとぴあ                            | 秋田県湯沢市           | 2011年3月17日  | ○ | △ |
| 東北   | エフエム会津                            | 福島県会津若松市       | 2011年2月14日  | ○ | △ |
| 東北   | 郡山コミュニティ放送                    | 福島県郡山市           | 2011年6月21日  | - | △ |
| 東北   | FMいわき                                | 福島県いわき市         | 2009年11月16日 | - | △ |
| 東北   | 南相馬ひばりFM●                         | 福島県南相馬市         | 2011年6月21日  | - | △ |
| 東北   | エフエム モットコム                     | 福島県本宮市           | 2009年1月5日   | - | △ |
| 東北   | 富岡臨時災害FM局（おだがいさまFM）●     | 福島県双葉郡富岡町     | 2012年3月11日  | - | - |
| 東北   | 鹿角きりたんぽFM                        | 秋田県鹿角市           | 2014年4月1日   | ○ | △ |
| 信越   | FMさくだいら                            | 長野県佐久市           | 2012年10月1日  | - | - |
| 信越   | あづみ野FM                              | 長野県安曇野市         | 2013年1月8日   | - | △ |
| 信越   | FM軽井沢                                | 長野県北佐久郡軽井沢町 | 2008年12月2日  | ○ | △ |
| 関東   | FMぱるるん                              | 茨城県水戸市           | 2008年6月19日  | ○ | △ |
| 関東   | ラヂオつくば                            | 茨城県つくば市         | 2009年10月10日 | - | △ |
| 関東   | FMかしま                                | 茨城県鹿嶋市           | 2011年4月      | - | - |
| 関東   | まえばしCITYエフエム★                   | 群馬県前橋市           | 2011年5月29日  | - | △ |
| 関東   | FM桐生                                  | 群馬県桐生市           | 2010年8月2日   | ○ | - |
| 関東   | REDS WAVE★                              | 埼玉県さいたま市浦和区 | 2009年9月15日  | ○ | △ |
| 関東   | フラワーラジオ★                         | 埼玉県鴻巣市           | 2005年4月1日   | ○ | △ |
| 関東   | すまいるFM                              | 埼玉県朝霞市           | 2008年6月6日   | ○ | △ |
| 関東   | 中央エフエム                            | 東京都中央区           | 2012年8月1日   | - | - |
| 関東   | レインボータウンFM                      | 東京都江東区           | 2011年8月1日   | - | △ |
| 関東   | かつしかFM                              | 東京都葛飾区           | 2011年7月1日   | ○ | △ |
| 関東   | FMたちかわ                              | 東京都立川市           | 2010年5月3日   | ○ | △ |
| 関東   | 調布FM                                  | 東京都調布市           | 2011年4月9日   | ○ | △ |
| 関東   | Tokyo Star Radio                        | 東京都八王子市         | 2017年10月1日  | - | △ |
| 関東   | FM戸塚                                  | 神奈川県横浜市戸塚区   | 2010年10月10日 | ○ | △ |
| 関東   | かわさきFM                              | 神奈川県川崎市中原区   | 2010年8月1日   | - | △ |
| 関東   | エフエムさがみ★                         | 神奈川県相模原市中央区 | 2011年7月1日   | ○ | △ |
| 関東   | レディオ湘南                            | 神奈川県藤沢市         | 2008年6月19日  | ○ | △ |
| 関東   | 湘南ビーチFM                            | 神奈川県逗子市         | 2005年4月1日   | ○ | △ |
| 関東   | FMやまと                                | 神奈川県大和市         | 2010年9月1日   | - | △ |
| 関東   | FM kaon                                 | 神奈川県海老名市       | 2012年7月2日   | - | △ |
| 関東   | たかはぎFM                              | 茨城県高萩市           | 2014年4月1日   | - | △ |
| 関東   | FM Kawaguchi                            | 埼玉県川口市           | 2015年9月1日   | - | △ |
| 関東   | FMうしくうれしく放送                    | 茨城県牛久市           | 2015年9月28日  | - | △ |
| 東海   | Ciao!                                   | 静岡県熱海市           | 2008年10月1日  | - | △ |
| 東海   | MID-FM                                  | 愛知県名古屋市中区     | 2009年4月1日   | ○ | △ |
| 東海   | FMおかざき                              | 愛知県岡崎市           | 2011年9月4日   | - | △ |
| 東海   | Pitch FM                                | 愛知県刈谷市           | 2012年12月14日 | - | △ |
| 東海   | RADIO LOVEAT                            | 愛知県豊田市           | 2014年1月20日  | - | △ |
| 東海   | PORT WAVE★                              | 三重県四日市市         | 2008年6月10日  | ○ | △ |
| 東海   | スズカ・ヴォイスFM                      | 三重県鈴鹿市           | 2014年7月1日   | - | - |
| 東海   | FMいずのくに★                           | 静岡県伊豆の国市       | 2014年9月20日  | - | - |
| 北陸   | FM-N1★                                  | 石川県野々市市         | 2008年6月16日  | ○ | △ |
| 北陸   | ハーバーステーション                    | 福井県敦賀市           | 2011年4月4日   | - | △ |
| 北陸   | ラジオ・ミュー                          | 富山県黒部市           | [ 9 ]          | - | - |
| 近畿   | えふえむ草津                            | 滋賀県草津市           | 2013年4月1日   | - | - |
| 近畿   | 京都リビングエフエム                    | 京都府京都市伏見区     | 2012年1月9日   | ○ | △ |
| 近畿   | 京都三条ラジオカフェ                    | 京都府京都市中京区     | 2014年4月1日   | - | △ |
| 近畿   | FM丹波★                                 | 京都府福知山市         | 2008年7月15日  | ○ | △ |
| 近畿   | エフエムたんご                          | 京都府京丹後市         | 2015年2月2日   | - | - |
| 近畿   | YES-fm                                  | 大阪府大阪市中央区     | 2011年11月21日 | ○ | △ |
| 近畿   | FMひらかた                              | 大阪府枚方市           | 2009年11月21日 | - | △ |
| 近畿   | みのおエフエム★                         | 大阪府箕面市           | 2011年10月15日 | - | - |
| 近畿   | FMわいわい                              | 兵庫県神戸市長田区     | 2008年8月1日   | - | △ |
| 近畿   | FM MOOV KOBE                            | 兵庫県神戸市中央区     | 2015年2月1日   | - | - |
| 近畿   | FM GENKI                                | 兵庫県姫路市           | 2010年4月1日   | ○ | △ |
| 近畿   | FM aiai                                 | 兵庫県尼崎市           | 2013年4月1日   | - | △ |
| 近畿   | FMジャングル                            | 兵庫県豊岡市           | 2010年7月1日   | ○ | △ |
| 近畿   | BAN-BANラジオ                           | 兵庫県加古川市         | 2010年10月1日  | ○ | △ |
| 近畿   | エフエム みっきぃ                       | 兵庫県三木市           | 2009年4月6日   | - | - |
| 近畿   | FMはしもと                              | 和歌山県橋本市         | 2013年6月1日   | - | - |
| 近畿   | FM TANABE                               | 和歌山県田辺市         | 2010年1月29日  | - | △ |
| 近畿   | FMビーチステーション                    | 和歌山県西牟婁郡白浜町 | 2011年8月1日   | - | △ |
| 中国   | DARAZ FM★                               | 鳥取県米子市           | 2010年12月30日 | ○ | △ |
| 中国   | FMちゅーピー                            | 広島県広島市中区       | 2010年4月1日   | ○ | - |
| 四国   | FMびざん                                | 徳島県徳島市           | 2010年8月10日  | - | △ |
| 四国   | FM81.5                                  | 香川県高松市           | 2009年6月5日   | - | △ |
| 四国   | FM SUN                                  | 香川県坂出市           | 2014年8月18日  | - | △ |
| 九州   | AIR STATION HIBIKI                      | 福岡県北九州市若松区   | 2013年12月12日 | - | △ |
| 九州   | FM KITAQ                                | 福岡県北九州市小倉北区 | 2011年10月15日 | - | - |
| 九州   | コミュニティラジオ天神★                 | 福岡県福岡市中央区     | 2013年2月15日  | - | - |
| 九州   | スターコーンFM                          | 福岡県築上郡築上町     | 2012年6月1日   | - | △ |
| 九州   | FMしまばら★                             | 長崎県島原市           | 2011年7月20日  | - | - |
| 九州   | NOAS FM                                 | 大分県中津市           | 2008年11月28日 | ○ | △ |
| 九州   | ゆふいんラヂオ局                        | 大分県由布市           | 2012年6月11日  | - | - |
| 九州   | サンシャイン エフエム                   | 宮崎県宮崎市           | 2008年12月1日  | - | △ |
| 九州   | あまみFM★                               | 鹿児島県奄美市         | 2011年5月1日   | ○ | △ |
| 九州   | FMのべおか                              | 宮崎県延岡市           | 2014年5月1日   | - | △ |
| 沖縄   | FMレキオ                                | 沖縄県那覇市           | 2010年12月16日 | - | △ |
| 沖縄   | FMいしがき                              | 沖縄県石垣市           | 2009年9月9日   | - | △ |
| 沖縄   | FM21                                    | 沖縄県浦添市           | 2010年12月16日 | - | △ |
| 沖縄   | オキラジ                                | 沖縄県沖縄市           | 2012年10月1日  | - | △ |
| 沖縄   | FMとよみ                                | 沖縄県豊見城市         | 2011年6月10日  | - | △ |
| 沖縄   | FMうるま                                | 沖縄県うるま市         | 2010年12月15日 | - | △ |
| 沖縄   | FMなんじょう                            | 沖縄県南城市           | 2013年4月18日  | - | △ |
| 沖縄   | FMもとぶ                                | 沖縄県国頭郡本部町     | 2013年5月3日   | - | △ |
| 沖縄   | エフエム ニライ                         | 沖縄県中頭郡北谷町     | 2009年4月1日   | - | △ |
| 沖縄   | FMくめじま                              | 沖縄県島尻郡久米島町   | 2013年12月21日 | - | △ |